# Velîka Vasîlivka, Bârzula
Velîka Vasîlivka (în ucraineană Велика Василівка) este un sat în comuna Liubașivka din raionul Bârzula, regiunea Odesa, Ucraina.

## Demografie
Componența lingvistică a localității Velîka Vasîlivka
     Ucraineană (97,71%)
     Rusă (1,53%)
     Alte limbi (0,76%)
Conform recensământului din 2001, majoritatea populației localității Velîka Vasîlivka era vorbitoare de ucraineană (97,71%), existând în minoritate și vorbitori de rusă (1,53%).